# NGC 7738
NGC 7738 is een balkspiraalstelsel in het sterrenbeeld Vissen. Het hemelobject werd in 1865 ontdekt door de Italiaanse astronoom Gaspare Stanislao Ferrari.

## Synoniemen
- UGC 12757
- MCG 0-60-38
- ZWG 381.33
- IRAS 23414+0014
- PGC 72247